# James Monger
James William Heron Monger, genannt Jim Monger, (*  26. September 1937 in Reading) ist ein britisch-kanadischer Geologe.
Monger studierte an der University of Reading mit dem Bachelor-Abschluss als Ingenieur 1959 und an der University of Kansas mit dem Master-Abschluss 1961 und wurde 1966 an der University of British Columbia in Geologie promoviert. Ab 1965 war er beim Geological Survey of Canada. Er ist Adjunct Professor an der Simon Fraser University und lebt auf Saltspring Island.
Monger ist für seine Untersuchung der Entstehung der kanadischen Kordilleren im Rahmen der Plattentektonik durch Kollision von Terranes bekannt. Es war schon länger bekannt, dass sich im Cache Creek Terrane in British Columbia im Gegensatz zum übrigen nordamerikanischen Kontinent Fusuliniden des Perm aus der Tethys befanden (und nicht von Panthalassa). Ihr Vorkommen war ein Rätsel, für das es nur unbefriedigende Erklärungsansätze gab. 1971 schlug Monger mit Charles A. Ross vor, dass dies Hinweise auf Mikroplatten waren, die aus der Tethys an den Westrand Nordamerikas drifteten. Das Terrane-Konzept wurde später vielfach bestätigt. 
Er ist am kanadischen Lithoprobe Projekt beteiligt.
Er war Mitherausgeber des Canadian Journal of Earth Sciences. Er ist seit 1984 Fellow der Royal Society of Canada. 1995 erhielt er die R. J. W. Douglas Medal der Canadian Society of Petroleum Geologists und 2002 die Logan Medal.

## Schriften
- Circum-Pacific Orogenic Belts and Evolution of the Pacific Ocean Basin, 1987
- mit Raymond A. Price: Transect of the Southern Canadian Cordillera from Calgary to Vancouver: Field Trip Guidebook, 2003
- mit William Henry Mathews, Roadside Geology of Southern British Columbia, 2005